# Grotticina della Madama
La grotticina della Madama o delle Capre si trova nel giardino di Boboli a Firenze.

## Storia e descrizione
Fu costruita da Bernardo Buontalenti in onore di Giovanna d'Austria, moglie di Francesco I de' Medici, verso il 1570 e fece da ispirazione per la più grande e famosa Grotta del Buontalenti, sempre a Boboli.
Esternamente presenta un'entrata incorniciata da un timpano classicheggiante e due paraste, all'interno del quale la superficie è coperta da rocce spugnose disposte in maniera da sembrare naturali. Accentua l'effetto capriccioso l'entrata marmorea posta asimmetricamente e non in asse, come se si trattasse di un'architettura ipogea (in realtà è un semplice edificio).
All'interno è decorata con spugne, stalattiti ed una vasca marmorea sormontata da quattro statue di capre che un tempo buttavano acqua. La capra era un simbolo caro al suocero di Giovanna, Cosimo I de' Medici, che la faceva spesso raffigurare dagli artisti di corte come simbolo regale e virile del dux (capricorni si trovano per esempio nel cortile di Palazzo Pitti o nel basamento del monumento equestre a Cosimo I in piazza della Signoria). Inoltre c'era un rimando alla capra Amaltea, che allevò Giove. Le grottesche nel soffitto, con cornici di pietre spugnose, sono di Bachiacca e Bernardino Poccetti (1555).
La grotta si trova a un'estremità del cosiddetto giardino di Madama, con alcune aiuole geometriche fiorite.

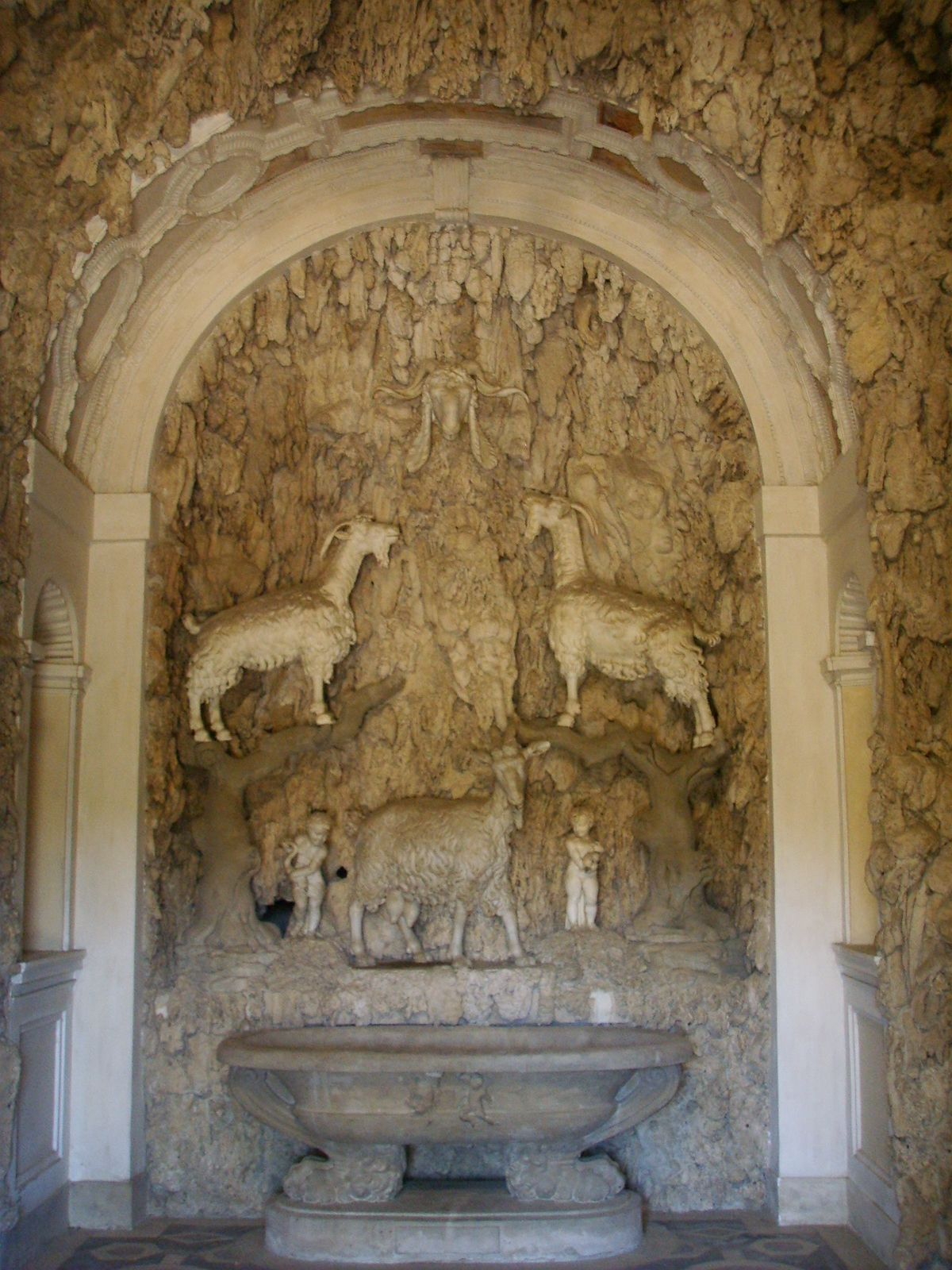
Interno
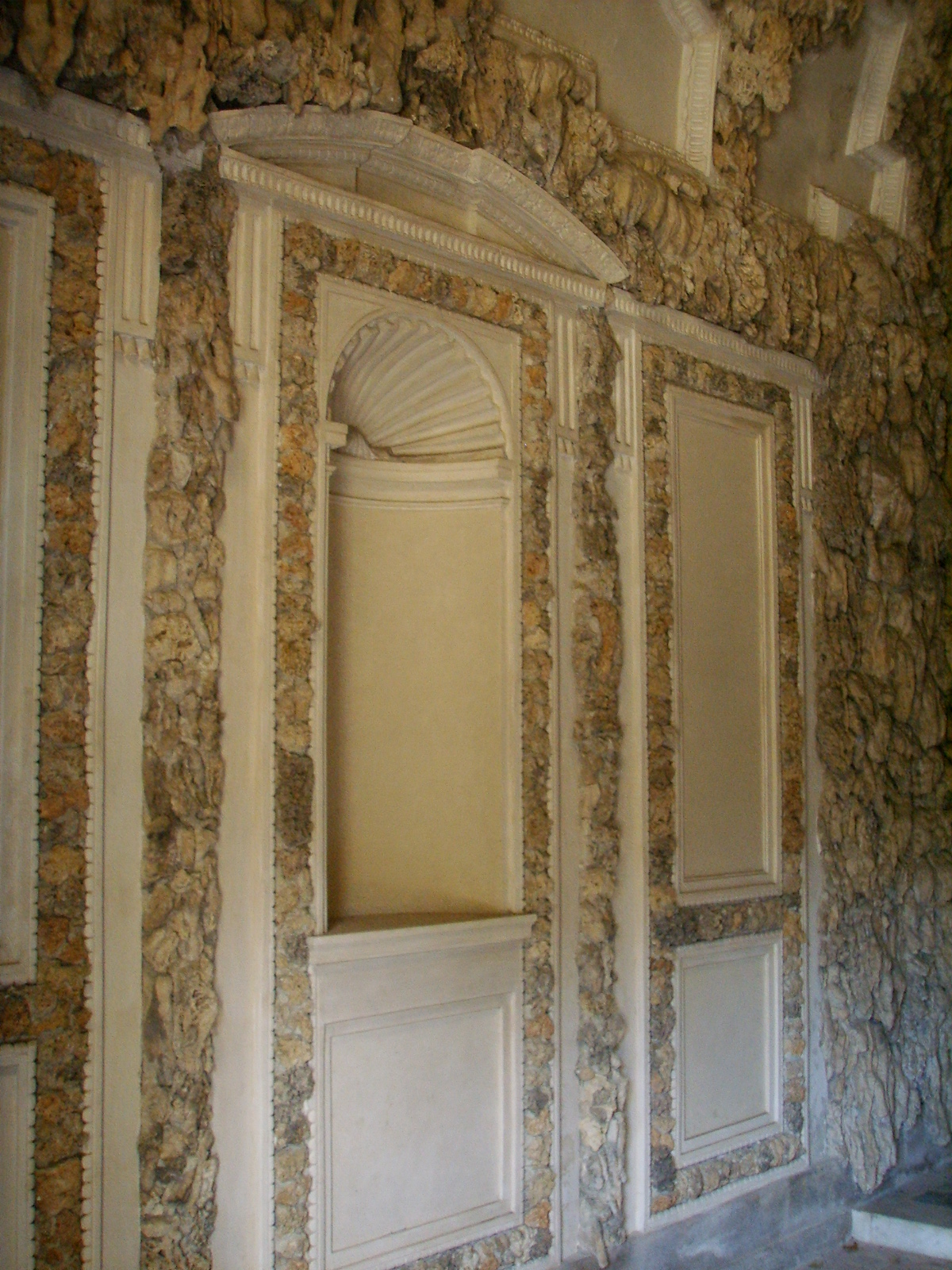
Nicchia su un lato
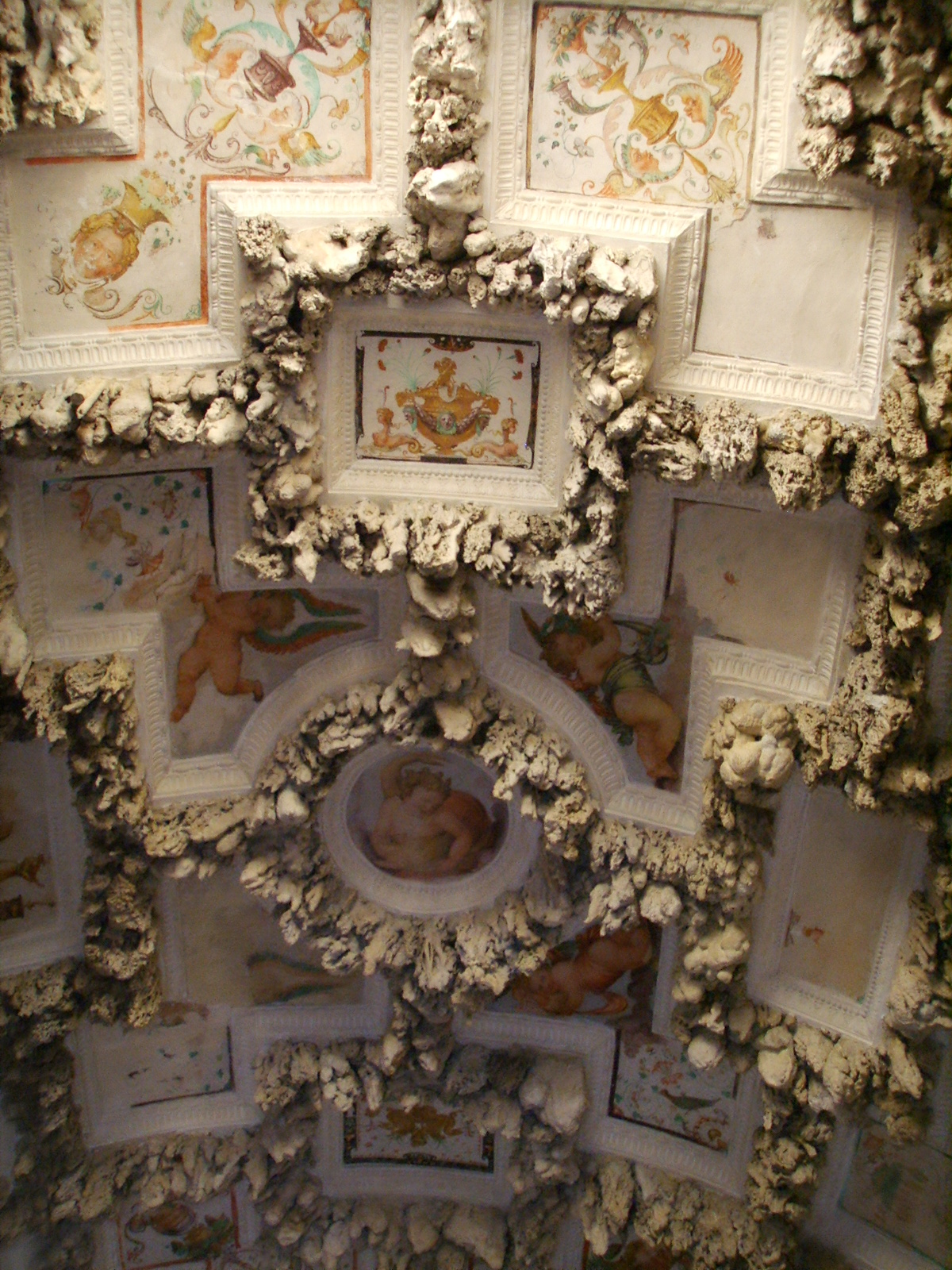
Soffitto